# Lijst van rijksmonumenten in Utrecht (stad)/Wittevrouwenstraat
De stad Utrecht telt in totaal 1.402 inschrijvingen in het rijksmonumentenregister, de Wittevrouwenstraat in het centrum telt 14 rijksmonumenten. Hieronder een overzicht.
| Object                                                                                             | Oorspronkelijke functie? | Bouwjaar | Architect            | Locatie               | Coördinaten?                | Nr.?   | Afbeelding        |
| -------------------------------------------------------------------------------------------------- | ------------------------ | -------- | -------------------- | --------------------- | --------------------------- | ------ | ----------------- |
| Pand behorende bij het voormalig paleis van Lodewijk Napoleon                                      | Woonhuis                 | 19e eeuw |                      | Wittevrouwenstraat 1  | 52° 5' 42" NB, 5° 7' 27" OL | 18388  | Meer afbeeldingen |
| Pand met lijstgevel met gevelsteen                                                                 | Werk-woonhuis            | 17e eeuw |                      | Wittevrouwenstraat 2  | 52° 5' 43" NB, 5° 7' 25" OL | 18392  | Meer afbeeldingen |
| Pand behorende bij het voormalig paleis van Lodewijk Napoleon                                      | Kasteel, buitenplaats    | 19e eeuw |                      | Wittevrouwenstraat 5  | 52° 5' 42" NB, 5° 7' 27" OL | 18389  | Meer afbeeldingen |
| Deel van het paleis van Lodewijk Napoleon                                                          | Werk-woonhuis            | 19e eeuw |                      | Wittevrouwenstraat 5  | 52° 5' 42" NB, 5° 7' 27" OL | 450543 | Meer afbeeldingen |
| Pand behorende bij het voormalig paleis van Lodewijk Napoleon                                      | Woonhuis                 | 19e eeuw |                      | Wittevrouwenstraat 7  | 52° 5' 42" NB, 5° 7' 28" OL | 18390  | Meer afbeeldingen |
| Pand behorende bij het voormalig paleis van Lodewijk Napoleon                                      | Woonhuis                 | 19e eeuw |                      | Wittevrouwenstraat 9  | 52° 5' 42" NB, 5° 7' 29" OL | 18391  | Meer afbeeldingen |
| Voormalig paleis van Lodewijk Napoleon aan de Drift, heden bibliotheek van de Universiteit Utrecht | Kasteel, buitenplaats    | 19e eeuw |                      | Wittevrouwenstraat 11 | 52° 5' 41" NB, 5° 7' 30" OL | 450544 | Meer afbeeldingen |
| Pand met klokgevel, serie van 4, vrijwel onversierd                                                | Woonhuis                 | 18e eeuw |                      | Wittevrouwenstraat 26 | 52° 5' 42" NB, 5° 7' 29" OL | 18393  | Meer afbeeldingen |
| Pand met klokgevel, serie van vier, vrijwel onversierd                                             | Woonhuis                 | 18e eeuw |                      | Wittevrouwenstraat 28 | 52° 5' 43" NB, 5° 7' 30" OL | 18394  | Meer afbeeldingen |
| Pand met klokgevel, serie van vier, vrijwel onversierd                                             | Woonhuis                 | 18e eeuw |                      | Wittevrouwenstraat 30 | 52° 5' 43" NB, 5° 7' 30" OL | 18395  | Meer afbeeldingen |
| Pand met klokgevel, serie van vier, vrijwel onversierd                                             | Woonhuis                 | 18e eeuw |                      | Wittevrouwenstraat 32 | 52° 5' 42" NB, 5° 7' 30" OL | 18396  | Meer afbeeldingen |
| Pand met drie bouwlagen, met zadeldak loodrecht op de straat                                       | Woonhuis                 | 1709     |                      | Wittevrouwenstraat 34 | 52° 5' 42" NB, 5° 7' 31" OL | 450545 | Meer afbeeldingen |
| Pand van drie bouwlagen, met zadeldak loodrecht op de straat                                       | Werk-woonhuis            | 1709     |                      | Wittevrouwenstraat 36 | 52° 5' 42" NB, 5° 7' 31" OL | 450546 | Meer afbeeldingen |
| Voormalig commiezenhuis en politiebureau                                                           | Werk-woonhuis            | 1858     | C.A. Boll van Buuren | Wittevrouwenstraat 44 | 52° 5' 42" NB, 5° 7' 33" OL | 450547 | Meer afbeeldingen |